# Didiéni
Didiéni est une localité et une commune rurale malienne, chef-lieu d'arrondissement dans le cercle de Kolokani, et la région de Koulikoro. 

## Géographie
Elle se situé à 216 km l'Ouest de Diangounté. Route trans-sahélienne Dakar (Sénégal) — N'Djamena (Tchad)  passe par Didiéni.

## Histoire
La légende veut que la ville a pris son nom par d'un marigot "dji djé" qui veut dire l'eau blanc dont l'eau de cet marigot était propre. La ville a été fondée par les Traoré qui sont les chefs et détenteurs de la ville. Elle est aussi appelée la seconde capitale du pays Bélédougou.

## Villages
La commune s'étend sur 39 localités relevées lors du recensement général de 2009. 
Les villages les plus peuplés sont :
- Didiéni (5 881 habitants) ;
- Merkoya (3 982 habitants) ;
- Bassala (1 680 habitants).